# Roi Dao de Zhou
Dao, ou Zhou Dao wang (en chinois : 周悼王, "le roi Dao de Zhou"), de son nom personnel Ji Meng (姬猛), est le vingt-cinquième roi de la dynastie Zhou. Il succède à son père Jing, mais meurt assassiné le 12 novembre -520, à l'instigation de son demi-frère le prince Chao, après deux mois de règne.

## Crise de succession
Le roi Jing a d'abord pour héritier son fils aîné le prince Sheng (ou Taizi Shou), mais celui-ci meurt avant la fin du règne. Le roi désigne ensuite pour successeur le prince Chao, fils d'une concubine, au détriment des princes Meng et Gai, fils de sa première épouse. Malade à la fin de son règne, il est sous l'influence de son favori Bin Qi, lequel appuie la désignation de Chao.
À la mort de Jing, ses ministres privilégient la lignée "légitime" et font monter Meng sur le trône. Deux des ministres, les ducs de Liu et de Dan, font alors exécuter l'ancien favori Bin Qi. Mais une faction rivale favorable à Chao, menée par le duc de Shao, le comte de Mao et le duc de Yin, font assassiner le nouveau roi, sans toutefois parvenir à investir leur champion. 
Gai, privilégié par les ministres, et allié au duc Jian de Gong, succède à son frère. Il aura maille à partir avec le prince Chao, et ses puissants soutiens, tout au long de son règne.

## En vieux chinois
Restitution du nom Zhou Dao wang, en vieux chinois : Tu Dhawh Whang (Tu d(h)āwh whaŋ), et du nom Ji Meng : Ke Mrang (Ke mrā́ŋ).